# Vidaluz Meneses
Vidaluz Meneses Robleto (Managua, 28 de mayo de 1944 - 27 de julio de 2016) fue una bibliotecóloga, poetisa, decana de la Facultad de Artes y Letras de la Universidad Centroamericana, y activista social nicaragüense.

## Biografía
Hija de Vida Robleto Valle y del General Edmundo Meneses Cantarero. Fue licenciada en humanidades con mención en Bibliotecología de la Universidad Centroamericana y decana de la Facultad de Artes y Letras de esa universidad. Fue cofundadora de la Asociación Nicaragüense de Escritoras (ANIDE) y su primera Presidenta; también integró su junta en distintos períodos siendo el último de 2007 al 2009.
En 2013 obtuvo el Premio Internacional del Libro Latino por su poemario bilingüe Flame in the Air (Llama guardada) , y en 2014 recibió la orden Caballero de la Legión de Honor de Francia por su aporte a las artes y las letras. Su obra, que fue traducida a seis idiomas, incluye, además, Llama en el aire-Antología poética 1974 al 1990 (1991), Literatura para niños en Nicaragua (1995), el poemario Todo es igual y distinto (2004) y las antologías Sonreír cuando los ojos están serios y La lucha es el más alto de los cantos, ambas de 2006.

## Fallecimiento
Meneses falleció el 27 de julio de 2016 a los 72 años.

## Libros
- 1974, Llama guardada.
- 1982, El Aire que me llama.
- 1991, Llama en el Aire (Antología poética 1974 al 1990).
- 1995, Literatura para niños en Nicaragua.
- 2005, Todo es igual y distinto.
- 2006, Sonreír.
- 2006, La lucha es el más alto de los cantos.
- 2013, Llama en el Aire (Flame in the Air) Reedición del Milenio.
- 2016 La Mona Panchita (Libro Infantil)

## Premios
- 2013, Premio Internacional del Libro Latino.
- 2014, Orden Caballero de la Legión de Honor de Francia.